# كالفين بلايث
كالفين بلايث هو محامي وسياسي أمريكي، ولد في 1790 في Hamiltonban Township, Pennsylvania ‏ في الولايات المتحدة، وتوفي بنفس المكان في 20 يونيو 1849.